# توماس سي. ريبلي
توماس سي. ريبلي هو محامي وسياسي أمريكي، ولد في 2 يناير 1807 في Schaghticoke, New York ‏ في الولايات المتحدة، وتوفي في 12 فبراير 1897. نشط حزبياً في الحزب الجمهوري. وقد انتخب عضو مجلس نواب ميشيغان ‏ وانتخب عضو مجلس النواب الأمريكي ‏.